# ジョナス・フォルガー
ヨナス・フォルガー（Jonas Folger、1993年8月13日 - ）は、ドイツ・バイエルン州ミュールドルフ出身のオートバイレーサー。

## 経歴

### キャリア初期
父とおじが現役のオートバイレーサーだった（おじのアレクサンダー・フォルガーは1995年から1996年にかけて合計4戦のグランプリ出場経験を持っている）ことから、フォルガーは幼い頃からレースに慣れ親しんだ。3歳の誕生日のあとすぐ、初めてのオートバイとして父親から50ccのモトクロッサーをプレゼントされた。
その後フォルガーはADACの主催するミニバイクカップに参戦を開始し、2003年には50ccのビギナークラスでチャンピオンを獲得、2004年と2005年には65ccのジュニアクラスでチャンピオンとなった。2005年末には、MotoGPの商権を持つドルナスポーツと元GPライダーのアルベルト・プーチが運営するレッドブルMotoGPアカデミーの選抜テストに参加し、中上貴晶やスコット・レディングと共に合格を果たした。
2006年シーズン、フォルガーはMotoGPアカデミーの一員としてスペインロードレース選手権(CEV)125ccクラスに参戦を開始した。開幕時点の年齢は12歳で、選手権参加資格を満たしていなかったが、開幕前のカタルーニャ選手権での活躍により、特例で参戦が認められた。このシーズン、フォルガーは3度表彰台を獲得し、ポル・エスパルガロ、エステベ・ラバトに次ぐシリーズランキング3位に入った。レディングは9位、中上は12位に終わり、アカデミー勢の中ではトップの成績となった。
2007年シーズンより、スペイン選手権では最低制限重量を引き上げた。それを満たすために、フォルガーは16kgの重りを積むことになった。これが不利に働き、選手権2年目のフォルガーはシリーズランキング15位に沈んでしまった。一方スポット参戦したドイツ国内選手権では、ザクセンリンクでの初レースでいきなり優勝を挙げる活躍を見せた。これは13歳と329日での優勝となり、83年間続く同選手権での史上最年少記録を樹立することとなった。

### ロードレース世界選手権

#### 2008年
アカデミー3年目の2008年シーズン、フォルガーは世界デビューに備え、グランプリサーキットで開催されている各国の国内選手権レースにスポット参戦を繰り返した。そしてフォルガーが15歳の誕生日を迎えた4日後の8月17日、MotoGPアカデミーチームからKTMを駆ってロードレース世界選手権第12戦チェコGP125ccクラスのレースにデビューを果たした。初戦はクラッチの焼き付きでリタイヤに終わったものの、次戦サンマリノGPでは15位で完走し、初ポイントを獲得した。その後最終戦までさらに4戦に参戦したものの、ポイント圏内での完走は無かった。

#### 2009年
翌2009年シーズン、フォルガーはワールドワイドレース・チームが運営母体となる「オンガッタ・チーム・I.S.P.A.」から、アンドレア・イアンノーネ、ロレンツォ・ザネッティ、中上貴晶をチームメイトにアプリリアのカスタマー仕様のマシンを駆りフル参戦を開始することになった。開幕戦カタールGPでは6位、第2戦日本グランプリでは8位と順調な滑り出しを見せた。第3戦スペインGPでは予選でのマシントラブルで最後尾35番グリッドからのスタートになったが、そこから怒濤の追い上げを見せて3位にまで浮上した。残り2周時点の最終コーナーで2番手のポル・エスパルガロのインを差そうとしたが接触転倒、リタイヤに終わり33台抜きの新記録は樹立できなかったものの、周囲に強烈な印象を残した。
そして第4戦フランスGP、ウェットコンディションとなって18人がリタイヤする荒れたレースに生き残り、史上4番目の若さ（15歳と277日）、ドイツ人としては史上最年少で2位表彰台に立った。結局このシーズンの表彰台獲得はこの一度に留まったが、シリーズランキング12位を記録してルーキー・オブ・ザ・イヤーに輝いた。

#### 2010年
2010年もオンガッタ・チームに残留、チームはライダー5人の大所帯となり、アレックス・マスボー、ルカ・マルコーニ、ストゥーラ・ファーガーハーグ、ズルファミ・カイルディンをチームメイトに迎えた。フォルガーにはチームの中で唯一ファクトリーマシンのアプリリア・RSA125が与えられた。しかしこの年表彰台に立つことは叶わず、第14戦日本GPでのクラッシュにより左手首を骨折、続く2戦を欠場するなどの苦戦が続き、年間ランキングは14位に終わった。

#### 2011年
2011年シーズンはアジョ・モータースポーツが新たに立ち上げたジュニアチームに移籍、
昨年同様RSA125を駆ることとなった。レインコンディションとなった第2戦スペインGPでは転倒者が続出する厳しい展開の中で、終盤猛烈な追い上げを見せ2009年のフランスGP以来となる2位を獲得。一昨年の雪辱を果たした。そして第6戦イギリスGP、スペイン同様レインコンディションのレースになると、序盤からトップの座をハイペースで維持し、レースの主導権を握る。中盤になるとヨハン・ザルコが追いつき、2台での争いとなるが、終盤に再びトップに立つと、そのまま逃げ切り、自身初優勝を遂げた。

## ギャラリー

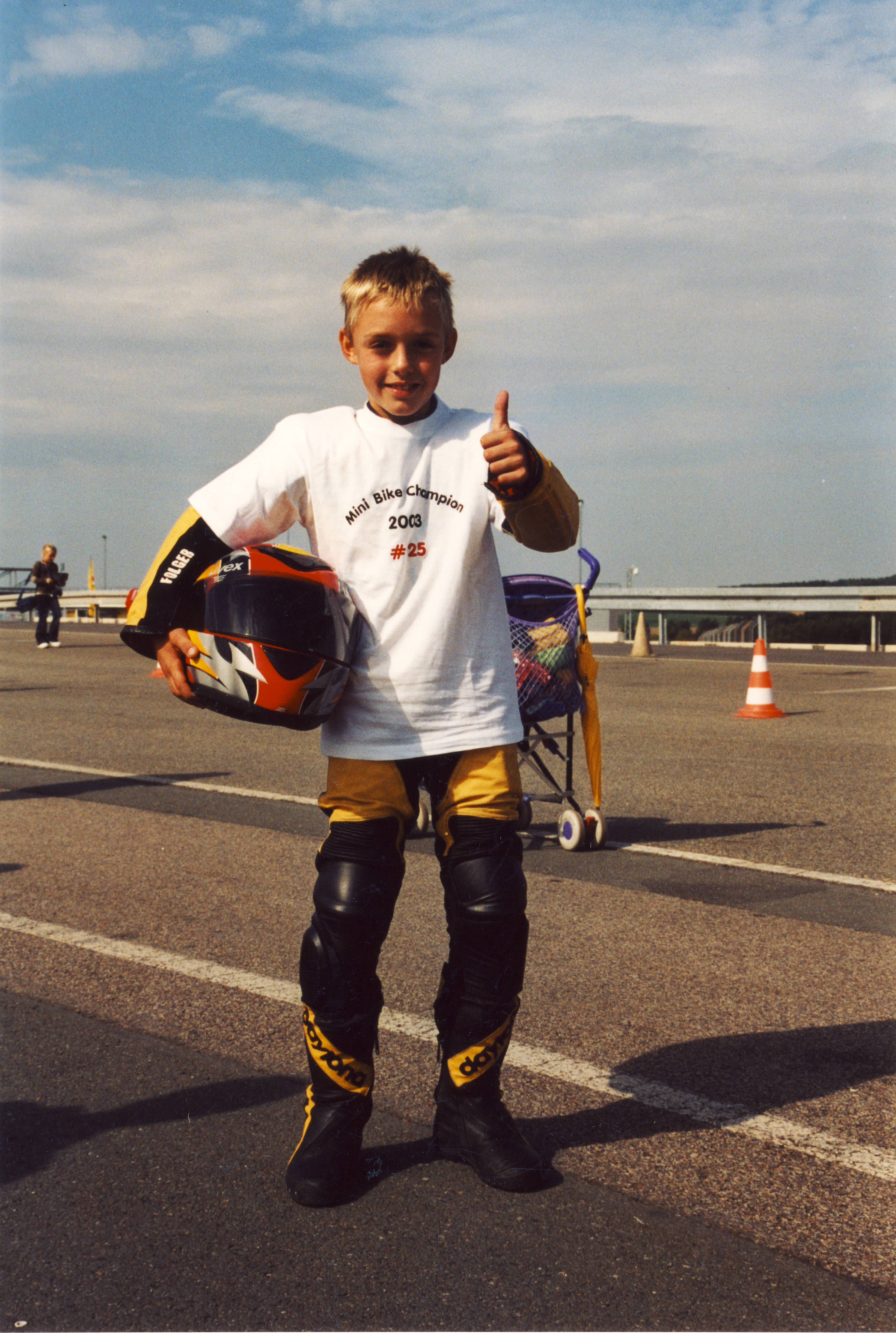
2003年 ADACミニバイクカップに勝利
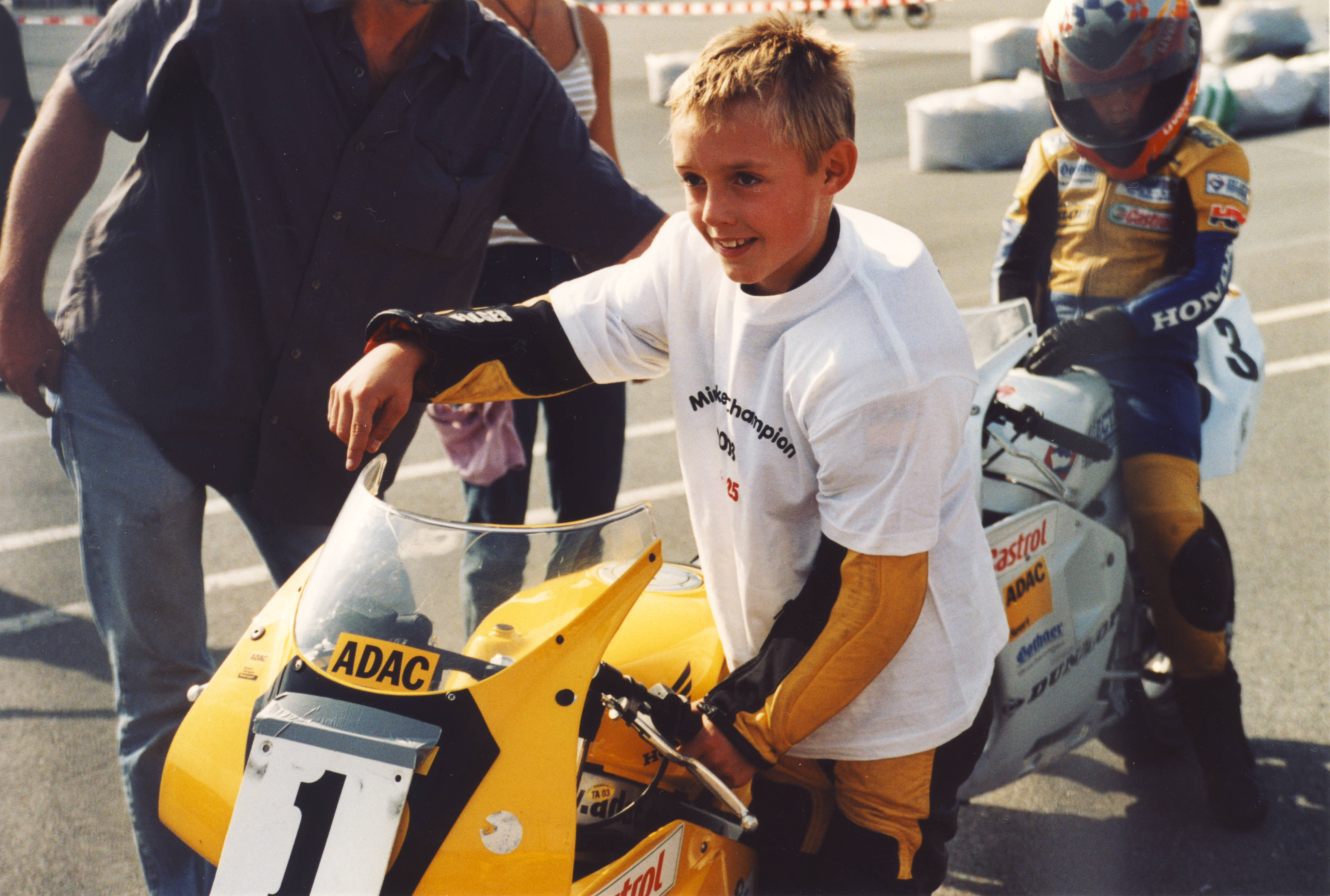
2003年 ザクセンリンクにて
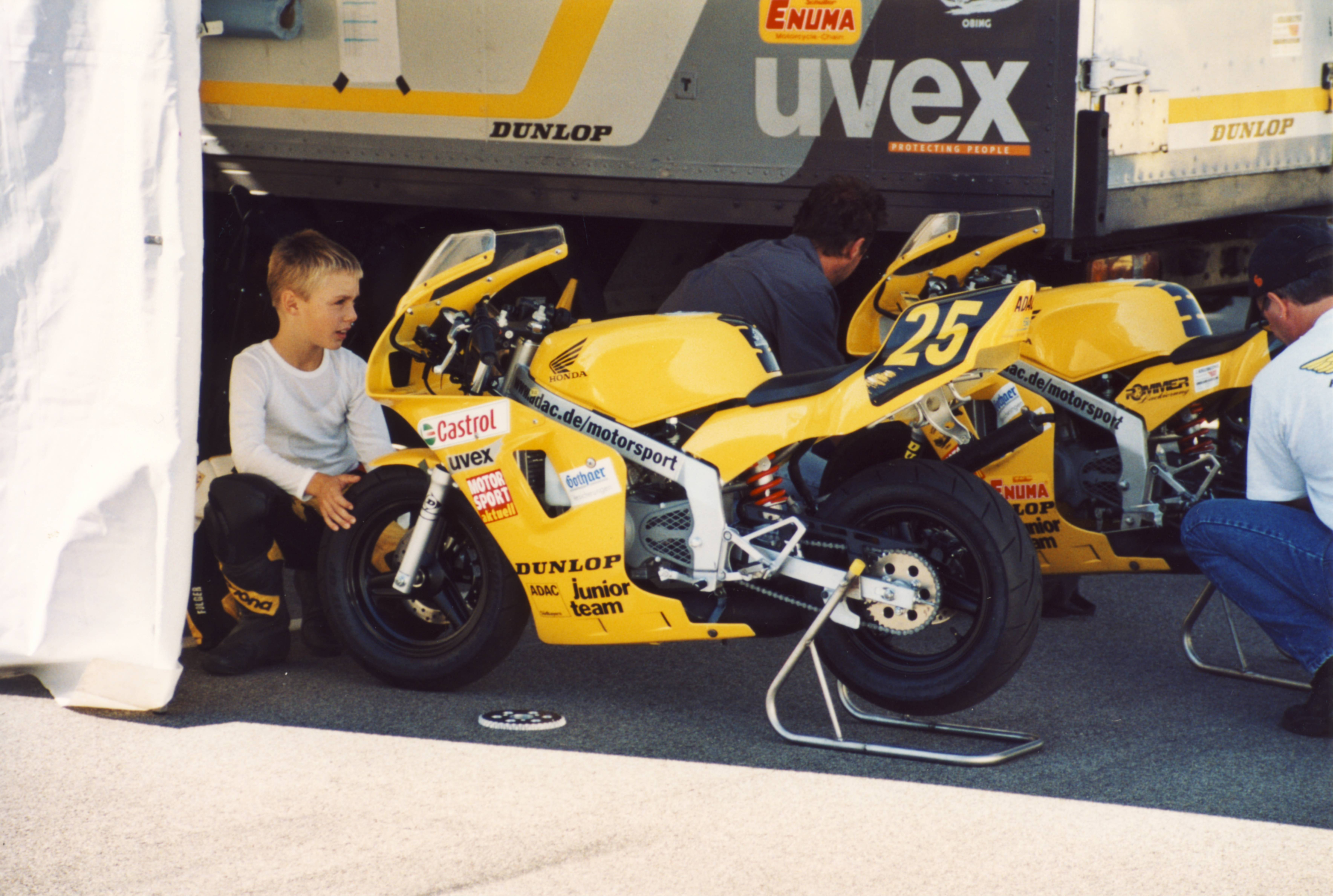
2003年 ザクセンリンクのパドック
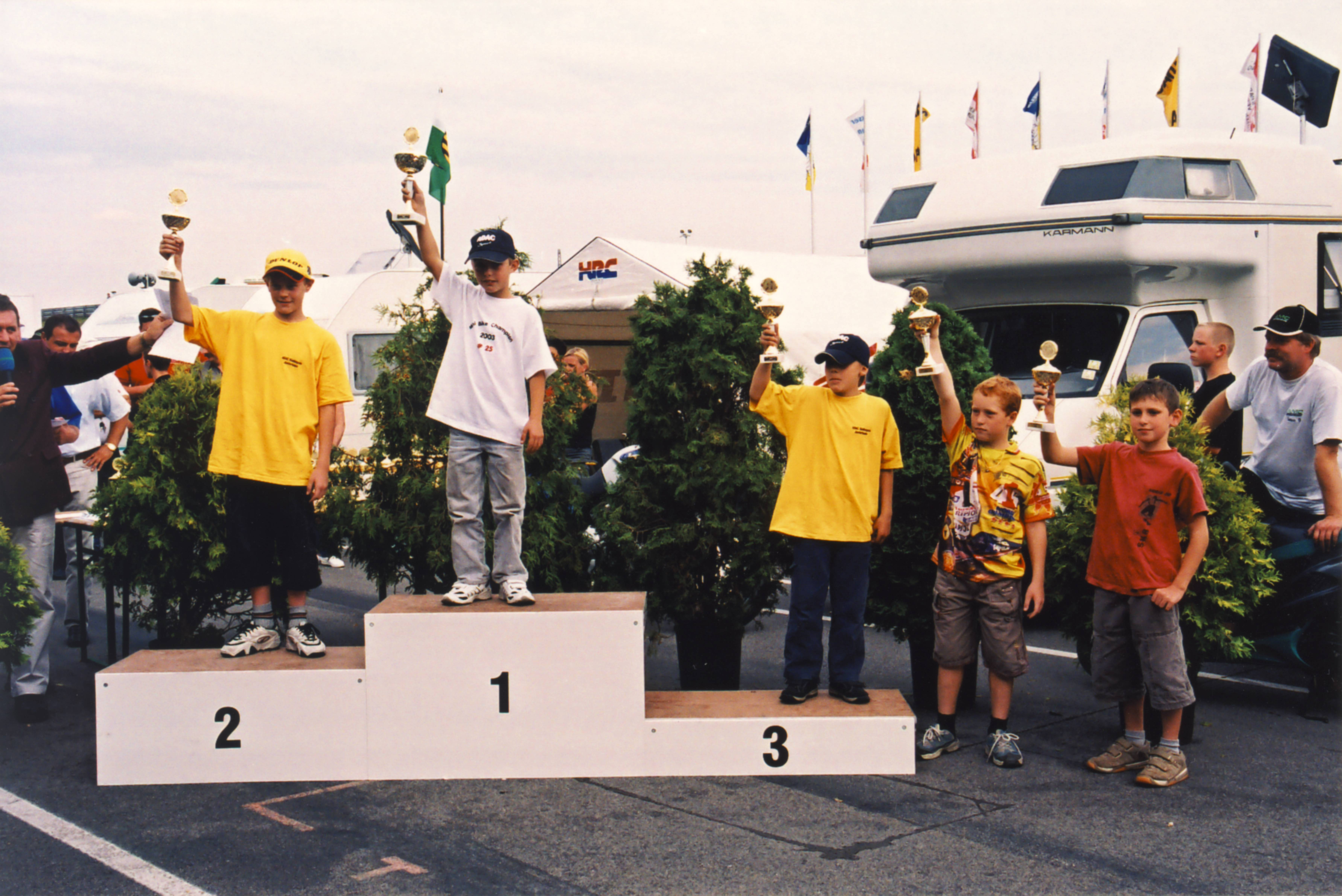
表彰式 フォルガーが1位に立つ
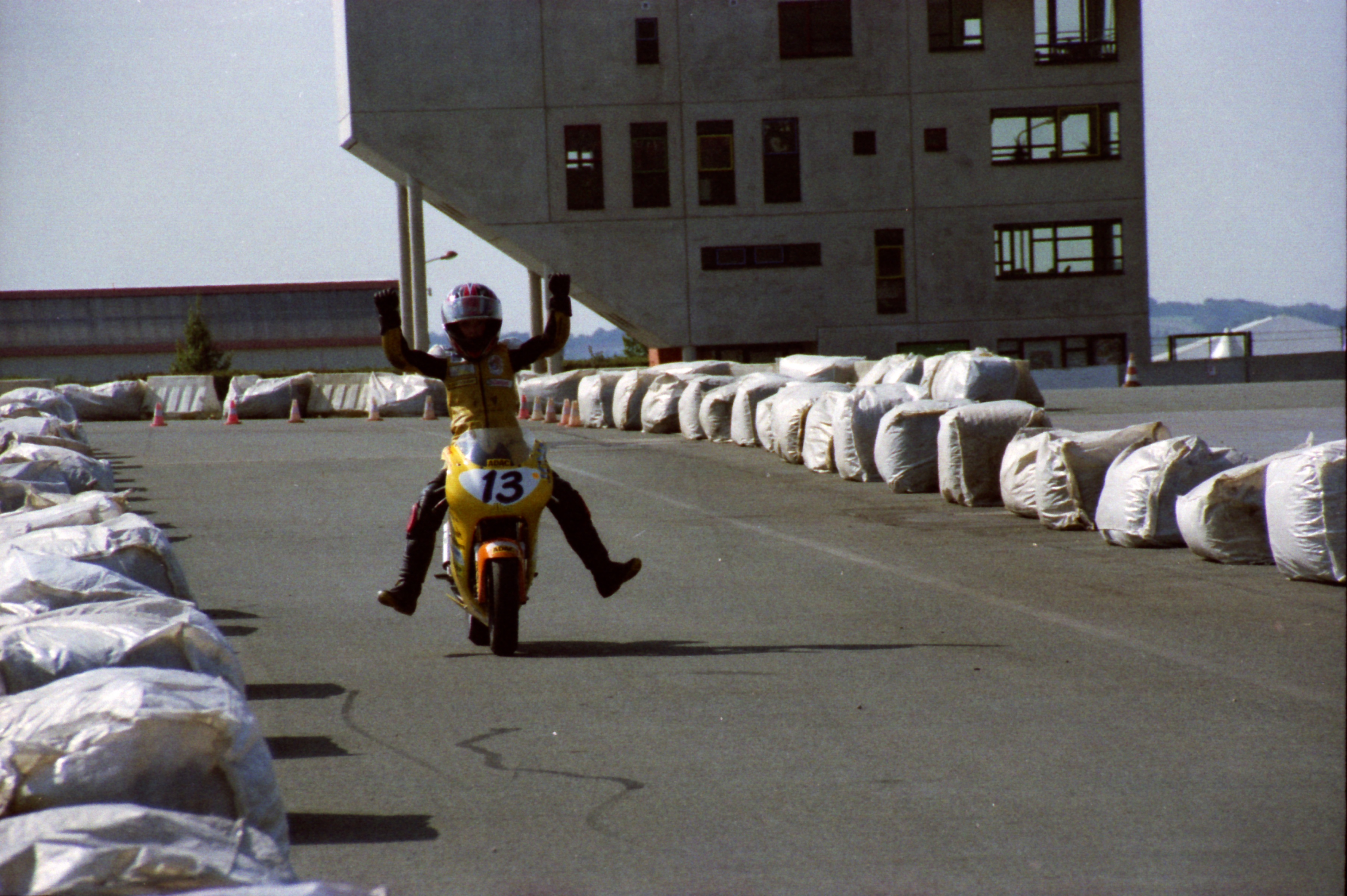
2005年 ザクセンリンクでの勝利

## ロードレース世界選手権 戦績
- 凡例
- ボールド体のレースはポールポジション、イタリック体のレースはファステストラップを記録。

| シーズン | クラス | バイク     | 1       | 2       | 3       | 4      | 5       | 6       | 7       | 8       | 9       | 10     | 11      | 12      | 13      | 14      | 15      | 16      | 17      | シリーズ順位 | ポイント |
| -------- | ------ | ---------- | ------- | ------- | ------- | ------ | ------- | ------- | ------- | ------- | ------- | ------ | ------- | ------- | ------- | ------- | ------- | ------- | ------- | ------------ | -------- |
| 2008年   | 125cc  | KTM        | QAT     | SPA     | POR     | CHN    | FRA     | ITA     | CAT     | GBR     | NED     | GER    | CZE Ret | SMR 15  | IND 24  | JPN 16  | AUS     | MAL 17  | VAL 18  | 34位         | 1        |
| 2009年   | 125cc  | アプリリア | QAT 6   | JPN 8   | SPA Ret | FRA 2  | ITA 14  | CAT 6   | NED 7   | GER Ret | GBR Ret | CZE 12 | IND 12  | SMR 9   | POR 14  | AUS 14  | MAL Ret | VAL Ret |         | 12位         | 73       |
| 2010年   | 125cc  | アプリリア | QAT 15  | SPA Ret | FRA 13  | ITA 11 | GBR 15  | NED 10  | CAT 9   | GER 16  | CZE 4   | IND 9  | SMR 11  | ARA 8   | JPN Ret | MAL DNS | AUS     | POR 4   | VAL Ret | 14位         | 69       |
| 2011年   | 125cc  | アプリリア | QAT 5   | SPA 2   | POR 5   | FRA 6  | CAT 3   | GBR 1   | NED 8   | ITA Ret | GER 7   | CZE    | IND 9   | RSM 9   | ARA 10  | JPN 6   | AUS DNS | MAL 6   | VAL 6   | 6位          | 161      |
| 2012年   | Moto3  | KTM        | QAT Ret | SPA     | POR     | FRA 11 | CAT Ret | GBR Ret | NED Ret | GER Ret | ITA Ret | IND 3  | CZE 1   | RSM 6   | ARA 3   | JPN Ret | MAL 3   | AUS 11  | VAL Ret | 9位          | 93       |
| 2013年   | Moto3  | KTM        | QAT 5   | AME 4   | SPA 3   | FRA 4  | ITA 6   | CAT     | NED 6   | GER 8   | IND 4   | CZE 3  | GBR 6   | RSM Ret | ARA 7   | MAL 8   | AUS 6   | JPN 3   | VAL 2   | 5位          | 183      |